# Синдром Диогена

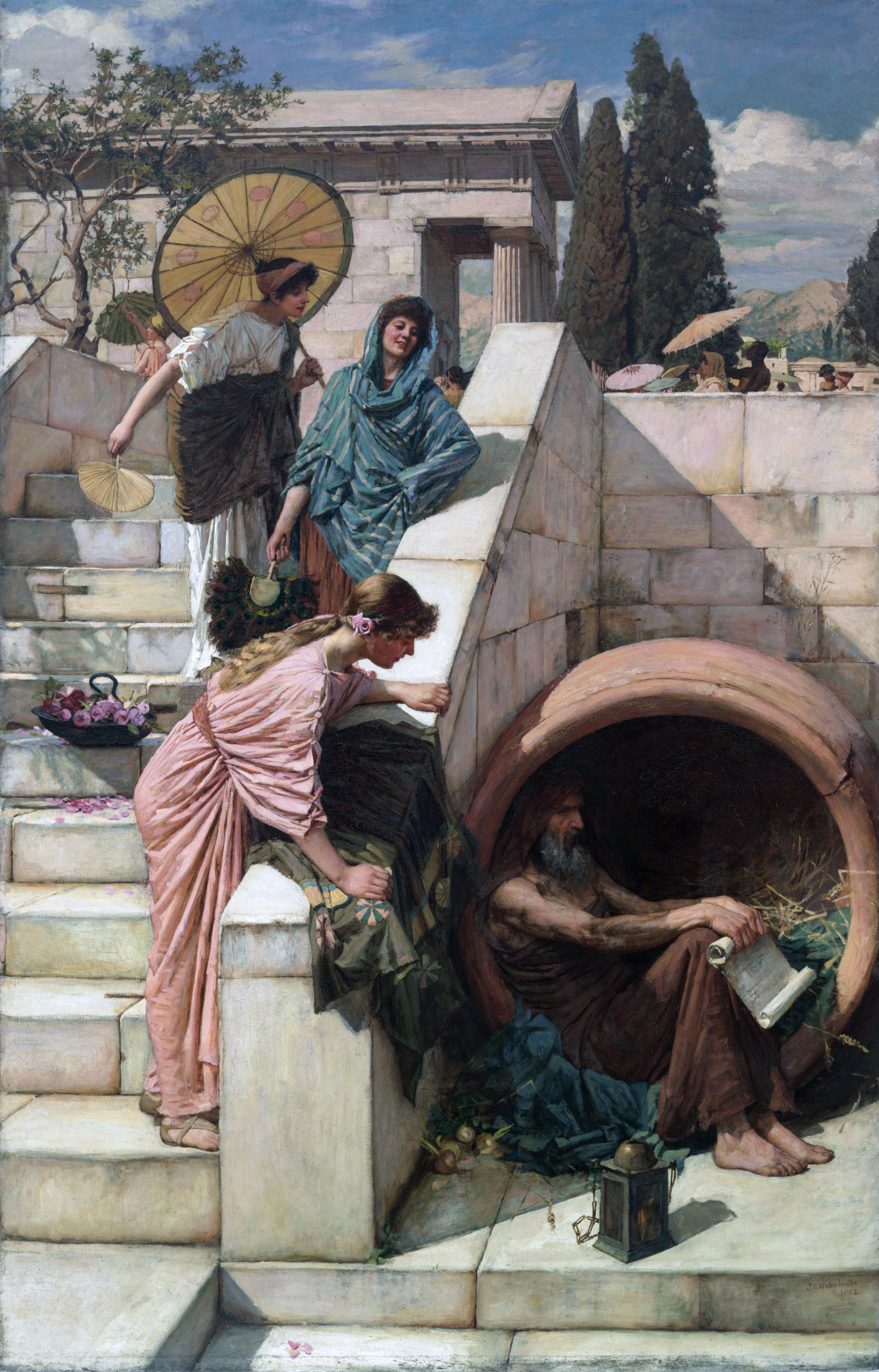
Джон Уотерхаус, «Диоген»

Синдром Диоге́на или синдром старческого убожества — психическое расстройство, характерными чертами которого являются крайне пренебрежительное отношение к себе, социальная изоляция, апатия, склонность к накоплению и собиранию всякой всячины (патологическое накопительство) и отсутствие стыда.
Отдельным синдромом было признано в 1966 году. Название «синдром Диогена» было предложено рядом исследователей в честь древнегреческого философа-киника Диогена, сторонника крайнего минимализма, который, по легенде, жил в пифосе (большом глиняном сосуде). Однако накоплением имущества Диоген не занимался, и при этом он искал человеческого общения, каждый день совершая прогулки в Агору. Таким образом, это название ряд исследователей считают неправильным и предлагают использовать другие названия: старческое расстройство, синдром Плюшкина (персонаж из поэмы Гоголя «Мёртвые души»), социальный распад, синдром старческого убожества.
Предположительно возникновение нарушений в психике связано с нарушением в работе лобной доли мозга.